# Paul Luther
Paul Luther (ur. 28 stycznia 1533 w Wittenberdze, zm. 8 marca 1593 w Lipsku) – niemiecki lekarz.

## Życiorys
Paul Luther był trzecim synem Marcina Lutra i Katarzyny von Bora. Studiował początkowo łacinę i grekę pod kierunkiem Filipa Melanchtona i Veita Winsheima. Za radą Melanchtona rozpoczął studia medyczne na Uniwersytecie w Wittenberdze. 29 lipca 1557 na podstawie pracy Oratio de pulmone et discrime arteriae tracheae et oesophagi; Luther: De aporismo sexto patris II. otrzymał doktorat z medycyny. 8 grudnia 1558 po wygłoszeniu wykładu De Arte medica et cura tuenda valetudinis uzyskał tytuł profesora na Uniwersytecie w Jenie.
Następnie został osobistym lekarzem księcia Jana Fryderyka II w Weimarze. Pozostał na tym stanowisku aż do kapitulacji miasta Gotha 13 kwietnia 1567. Wówczas przeszedł na służbę elektora brandenburskiego Joachima II. Po jego śmierci w 1571 został lekarzem elektora saskiego Augusta i jego następcy Krystiana I. Z powodu niepokojów wywołanych przez kryptokalwinistów i różnic poglądów na dworze założył prywatną praktykę w Lipsku. W 1592 został ponownie osobistym lekarzem elektora saskiego.
Paul Luther prowadził eksperymenty chemiczne. Chciał wyprodukować złoto. Wynalazł przy okazji różne lekarstwa, np.: „Unguentum ex nitro”, „Magistrum perlarum”, „Magistrum collorum” i „Aurum potabile”, które sprzedawano w saskich aptekach.

## Rodzina
Paul Luter ożenił się 5 lutego 1553 w Torgau z Anną, córką radcy dworu Veita von Warbeck. Miał sześcioro dzieci:
- Paul Luter (zm. 1558)
- Johannes Ernst Luther
- Johannes Joachim Luther
- Johannes Friedrich Luther
- Margarete Luther, żona Simona Gotsteiga, zarządcy dóbr arcybiskupa magdeburskiego
- Anna Luther, żona Nicolausa Freiherr Marschall von Bieberstein w Oberschaar

## Publikacje
- Oratio de arte medica et cura tuendae valetudinis. 1558
- Medizinische Abverfarien

## Literatura
- Matthäus Dresser, De vita et morte D. P. L. medici Oratio Adami Vitae Medicorum. Lantzenberger, Leipzig 1593
- Richard Erfurth, Unser Heimatland. Verlag Wattrodt, Wittenberg 1935.
- Christian Gottlieb Jöcher, Paul Luther. In: Christian Gottlieb Jöcher, Allgemeines Gelehrten-Lexikon. Band 2, 1750, Nachdruck: Olms, Hildesheim 1965.
- Wolfgang Klose i inni: Das Wittenberger Gelehrtenstammbuch. Das Stammbuch von Abraham und David Ulrich. 2 Bände, Mitteldeutscher Verlag, Halle 1999, ISBN 3-932776-76-3.
- Heinrich Kühne i Heinz Motel, Berühmte Persönlichkeiten und ihre Verbindung zu Wittenberg. Druckhaus Göttinger Tageblatt, Göttingen 1990, ISBN 3-924781-17-6.
- Friedrich August Ukert, Dr. Martin Luthers Leben. Perthes, Gotha 1817, S. 895
- „Acta Lutherorum” w Leipziger Bibliothek
- Fritz Roth, Restlose Auswertungen von Leichenpredigten und Personalschriften für genealogische und kulturhistorische Zwecke. Band 3, R 2002
- Hans Theodor Koch, Die Wittenberger Medizinische Fakultät (1502-1652) – Ein biobibliographischer Überblick. In: Stefan Oehmig: Medizin und Sozialwesen in Mitteldeutschland zur Reformationszeit. 2007 Evangelische Verlagsanstalt Leipzig, ISBN 978-3-374-02437-7.